# Greed (телеигра, США)
Greed (с англ. — «Алчность») — американская азартная телеигра, выходившая на телеканале Fox с 4 ноября 1999 по 14 июля 2000, в которой команда из пяти человек боролась за приз в 2 миллиона долларов США, отвечая на вопросы с несколькими вариантами ответов. Ведущим шоу был Чак Вулери, закадровый голос — Марк Томпсон. Телеигра выходила с 4 ноября 1999 по 14 июля 2000 и расценивалась авторами как ответ на известную международную телеигру «Who Wants to Be a Millionaire?». Повторы выходят периодически на телеканалах GSN (США) с января 2002 года и на Fox8 (Австралия) с мая 2006 года. Игра была закрыта из-за невысоких рейтингов.

## Правила игры

### Отборочный тур
В игре изначально принимает шесть человек. Им задаётся вопрос, ответом на который служит число в диапазоне от 10 до 999 включительно. Каждый участник вводил ответы с клавиатуры. После всех шести ответов ведущий озвучивал правильный ответ, и из игры выбывал игрок, чей ответ был дальше других от истинного. Остальные пять человек занимали свои места в команде в зависимости от близости своего ответа к правильному. Участник, давший самый близкий к истине ответ (или давший абсолютно точный ответ), становился капитаном команды. Если два игрока давали одинаковый ответ, в команду проходил тот, кто раньше его дал.
В последних выпусках отборочный тур был упразднён, и уже случайным образом определялись места участников.

### Раунд с вопросами
Команда затем отвечала на восемь вопросов стоимостью от 25 тысяч до 2 миллионов долларов США.
| Номер вопроса | Стоимость  |
| ------------- | ---------- |
| 1             | $25,000    |
| 2             | $50,000    |
| 3             | $75,000    |
| 4             | $100,000   |
| 5             | $200,000   |
| 6             | $500,000   |
| 7             | $1,000,000 |
| 8             | $2,000,000 |

В вопросах с первого по четвёртый необходимо было выбрать один вариант из нескольких: в первом и втором — из четырёх вариантов, в третьем и четвёртом — из пяти вариантов. Ведущий зачитывал вопрос одному из участников, который выбирал правильный ответ. Капитан имел право принять ответ или изменить его. Если ответ был правильным, команда получала деньги за этот вопрос. Капитан имел право после правильного ответа остановить игру и забрать уже выигранные деньги или продолжить игру. Если команда решалась уйти, то деньги распределялись среди всех пяти человек. В случае неправильного ответа все выигранные деньги сгорали, и команда уходила ни с чем. Первым отвечал на вопрос игрок, давший наименее точный ответ на вопрос отборочного тура, вторым — второй с конца игрок и так далее.
В вопросах с пятого по восьмой необходимо было выбрать четыре правильных ответа: в пятом вопросе было шесть вариантов, с каждым следующим вопросом число вариантов возрастало (7 — в шестом, 8 — в седьмом, 9 — в восьмом). Как и в прошлых вопросах, ведущий спрашивал капитана, будет ли тот играть дальше или заберёт деньги. Если тот забирал деньги, то они распределялись между всеми оставшимися членами команды. В случае продолжения игры проводился раунд «Терминатор» (см. ниже), по итогам которого число игроков могло сократиться. Начиная с пятого вопроса, у капитана было право в одном из вопросов использовать своеобразный «джокер», убрав один из неправильных ответов.
В вопросах с пятого по седьмой ответы давали игроки, начиная с самого слабого по итогам отборочного тура (каждый давал по одному ответу). Если игроков было четыре или меньше, недостающие ответы давал капитан, хотя мог предоставить это право иным игрокам. Начиная с пятого вопроса, у капитана было право изменить только один ответ из четырёх. Ответы проверялись по очереди. Если было дано три правильных ответа, ведущий предлагал капитану взятку в обмен на отказ от игры. В пятом вопросе размер взятки составлял 20 тысяч долларов, в шестом — 50 тысяч долларов; он делился между всеми игрокам поровну. В седьмом вопросе каждому игроку предлагалась взятка в виде автомобиля и 25 тысяч долларов (примерно 100 тысяч долларов итого). Если же капитан (на пятом или шестом вопросе) или хотя бы один игрок (на седьмом вопросе) отказывались от взятки, оглашался четвёртый ответ. В случае правильного ответа команда забирала деньги за вопрос, в случае первой же ошибки уходила ни с чем.

### Терминатор
Раунд «Терминатор» проводился перед пятым, шестым и седьмым вопросами. Случайно выбирался игрок, которому предлагались 10 тысяч долларов как несгораемая сумма за участие в шоу (он уходил с ними, как бы ни завершилась игра для него или его команды). В случае его согласия он играл с другим игроком. Противники встречались в центре площадки, им задавался один вопрос без вариантов ответов. Игрок, первым готовый ответить, нажимал на кнопку и отвечал на вопрос. В случае верного ответа он возвращался в игру, а его противник выбывал из игры, причём все заработанные противником деньги оставались победителю. В случае ошибки он уходил из шоу, а его противник продолжал игру. В случае, если игру покидал капитан, капитаном становился победивший в «Терминаторе». За фальстарт игрок сразу дисквалифицировался: нажимать на кнопку он имел право только после того, как ведущий заканчивал вопрос (позднее это правило отменили, но ведущий не заканчивал в таком случае чтение вопроса). Выбранный компьютером игрок имел право отказаться от раунда «Терминатор», и команда продолжала игру в том составе, в каком она была перед раундом.

### Последний раунд
В вопросе стоимостью 2 миллиона долларов каждый игрок сам решал, уходить ему из игры или остаться. Если хотя бы один игрок соглашался оставаться, то раунд проводился: только для оставшихся в игре предлагался восьмой, последний вопрос игры с девятью вариантами ответов, четыре из которых были правильными. Всем игрокам давалось 30 секунд на выбор всех четырёх ответов, и правила игры в последнем раунде были жёсткими: команда терпела поражение, если не успевала выбрать все четыре ответа за отведённое время; все ответы проверялись по отдельности; отсутствовали право замены ответов или взятка за отказ от проверки последнего ответа. Однако если все четыре ответа были правильными, команда (или оставшийся участник) выигрывали два миллиона долларов.
За всю историю игры с классическими правилами до последнего вопроса доходил только Дэниэль Авила (англ. Daniel Avila), который заработал 200 тысяч долларов к тому моменту. Этот выпуск вышел 18 ноября 1999. Последний вопрос был посвящён исследованию Йельского университета по поводу наиболее легко распознаваемых человеком запахов (арахисовое масло, кофе, мазь Vick Vaporub и шоколад). Авила верно назвал три запаха, но допустил ошибку на последнем, указав вместо шоколада тунец, и покинул игру ни с чем.

## Изменения в правилах

### Главный приз
В первый месяц выхода телеигры размер главного приза повышался на 50 тысяч долларов каждый раз, как команда покидала игру. Поскольку никто не достиг восьмого вопроса, джекпот к моменту достиг 2 миллионов 550 тысяч долларов США. Позднее размер приза стал составлять строго два миллиона долларов. В то время программа называлась просто Greed, а после упразднения накопительной формулы она стала называться Greed: The Series (в одном случае она называлась Super Greed).

### Million Dollar Moment
В феврале 2000 года вышли четыре выпуска, где восемь участников предыдущих шоу участвовали в своеобразном розыгрыше 1 миллиона долларов. В каждом выпуске два игрока сначала играли по правилам раунда «Терминатор». Победитель раунда должен был ответить на вопрос стоимостью 1 миллион долларов с восемью вариантами ответов, четыре из которых были правильными. У игрока было 30 секунд на ознакомление с вопросом и 10 секунд для выбора ответов. Проверка ответов велась по очереди: в случае верного ответа участник забирал 1 миллион долларов. Однако в случае первой же ошибки игрок лишался права выиграть миллион долларов, сохраняя выигранные ранее за собой деньги.
Первым и единственным победителем подобного шоу стал Кёртис Уоррен (англ. Curtis Warren), который верно ответил на вопрос о фильмах, созданных на основе телесериалов. Этот выпуск вышел 11 февраля 2000. Уоррен в итоге выиграл 1 миллион 410 тысяч долларов, что стало на тот момент рекордным выигрышем за всю историю телеигр в США. Позднее, однако, этот рекорд был неоднократно побит, и первым это сделал Дэвид Леглер (англ. David Legler), выигравший 1 миллион 765 тысяч долларов в телеигре Twenty One на NBC.

### Super Greed
Игра получила новое название Super Greed в мае 2000 года, изменив свои правила. Был упразднён отборочный тур, а размер приза за каждый вопрос был удвоен (тем самым главный приз составил 4 миллиона долларов). На шестом вопросе команде давалась взятка в размере 100 тысяч долларов в обмен на отказ от игры: если же команда играла дальше и верно отвечала на вопрос, ей присуждались несгораемые 200 тысяч долларов.
За этот период две команды дошли до седьмого вопроса. Первая команда получила предложение забрать автомобиль и 75 тысяч долларов США (суммарно 150 тысяч долларов США) и приняла предложение. Второй предложили взятку в размере 150 тысяч долларов, которая делилась между всеми членами команды, однако та отказалась от взятки и заработала 2 миллиона долларов, отказавшись от восьмого вопроса.
| Номер вопроса | Стоимость  |
| ------------- | ---------- |
| 1             | $25,000    |
| 2             | $50,000    |
| 3             | $75,000    |
| 4             | $100,000   |
| 5             | $200,000   |
| 6             | $1,000,000 |
| 7             | $2,000,000 |
| 8             | $4,000,000 |

## Международные версии
| Страна         | Название                             | Ведущий                                             | Телеканал   | Главный приз                          | Выход в эфир                      |
| -------------- | ------------------------------------ | --------------------------------------------------- | ----------- | ------------------------------------- | --------------------------------- |
| Арабский мир   | يا قاتل يا مقتول Ya Qatel ya Maqtoul | Марсель Ганем                                       | LBC         | 1 миллион долларов США                | 2002                              |
| Аргентина      | Codicia                              | Эдуард де ла Пуэнте                                 | El Trece    | 500 тысяч аргентинских песо           | 2001                              |
| Австралия      | Greed                                | Керри-Энн Кеннерли                                  | Channel Ten | 1 миллион австралийских долларов      | 2001                              |
| Бразилия       | Audácia                              | Силвиу Сантуш                                       | SBT         | 10 миллионов бразильских реалов       | 2000                              |
| Дания          | Grisk - når det gælder               | Томас Мюгинд (2001) Алекс Нюборг Мадсен (2001–2002) | TV3         | 2 миллиона датских крон               | 2001–2002                         |
| Финляндия      | Gr€€d                                | Петтери Ахомаа                                      | MTV3        | 170 тысяч евро                        | 2001–2003                         |
| Франция        | Mission 1 million                    | Александр Дельперье                                 | M6          | 1 миллион евро                        | 27 ноября — 8 декабря 2000        |
| Германия       | Ca$h—Das eine Million Mark-Quiz      | Улла Кок ам Бринк                                   | ZDF         | 1 миллион немецких марок              | 2000–2001                         |
| Италия         | Gr€€d                                | Лука Барбарески                                     | Raidue      | 1 миллиард итальянских лир            | 2001                              |
| Польша         | Chciwość, czyli żądza pieniądza      | Мирослав Сидлер                                     | Polsat      | 1 миллион польских злотых             | 2001                              |
| Португалия     | A Febre do Dinheiro                  | Карлуш Крус                                         | SIC         | 100 миллионов эскудо                  | 2000–01                           |
| Россия         | Алчность                             | Альфред Кох Игорь Янковский Александр Цекало        | НТВ         | 2 миллиона российских рублей          | 10 сентября 2001 — 30 апреля 2002 |
| ЮАР            | Greed                                | Ревин Джон                                          | SABC3       | 1 миллион южноафриканских рандов      | нет данных                        |
| Испания        | Audacia                              | Хорди Эстаделла                                     | TVE         | 100 миллионов испанских песет         | 19 октября 2000                   |
| Швеция         | Vinna eller försvinna                | Фредрик Белфраге                                    | SVT         | нет данных                            | 2001                              |
| Турция         | Aslan Payı                           | Мехмет Аслантуг                                     | aTV         | 1 триллион турецких лир               | 2000                              |
| Великобритания | Gr££d                                | Джерри Спрингер                                     | Channel 5   | 1 миллион фунтов стерлингов           | 2001                              |
| Венесуэла      | La fiebre del dinero                 | Фаусто Малаве                                       | Venevision  | 100 миллионов венесуэльских боливаров | 25 мая 2001                       |